# 瞬間看十年
《瞬間看十年》是香港電視廣播有限公司為紀念香港特別行政區成立十周年所製作的短片節目，由李司棋、陳鍵鋒旁述。節目於2007年7月1日前後在無綫電視翡翠台播放。內容講述香港特別行政區成立十周年以來所發生的一些重要及知名事件。節目構思及表現手法與《瞬間看地球》相類似。內容則以類似大事回顧形式的手法來作簡述。

## 播出時間
- 2007年6月18日至29日 星期一至五 19:55
- 2007年7月2日起 星期一至五 23:35
- 重播：次日《午間新聞》後